# Artère tympanique inférieure
Pour les articles homonymes, voir Artère tympanique.
L'artère tympanique inférieure est une artère systémique paire qui nait dans le cou et se termine dans le crâne. Elle vascularise la cavité  tympanique.

## Origine
L'artère tympanique inférieure est petite branche de l'artère pharyngienne ascendante.

## Trajet
L'artère tympanique inférieure traverse le canalicule tympanique avec le nerf tympanique pour vasculariser la paroi médiale de la cavité tympanique et s'anastomose avec les autres artères tympaniques.

## Aspect clinique
Dans le cas d'une artère carotide interne cervicale manquante ou sous-développée, l'artère tympanique inférieure peut fournir une circulation collatérale en inversant le flux de l'artère carotico-tympanique (artère hyoïde embryologique). Cela peut entraîner des acouphènes pulsatiles. L'artère carotide aberrante qui en résulte peut imiter un néoplasme par tomodensitométrie.